# Gyeongjong (Goryeo)
König Gyeongjong (koreanisch 경종) (* 9. November 955 in Songak, Königreich Goryeo; † 13. August 981 in Kaesŏng, Goryeo) war während seiner Regierungszeit von 975 bis 981 der 5. König des Goryeo-Reiches und der Goryeo-Dynastie (고려왕조) (918–1392).

## Leben
Gyeongjong war der erste Sohn von König Gwangjong und seiner ersten Frau Königin Daemok (대목). Sein Geburtsname war Wang Ju (왕주). Er wurde früh zum Thronnachfolger seines Vaters ernannt und war der einzige Thronanwärter, da sein jüngerer Bruder Prinz Hyohwa (효화) noch in seiner Kindheit verstarb. Gyeongjong bestieg den Thron im Alter von 19 Jahren, als sein Vater im Jahr 975 verstarb.
Über seine Regierungszeit ist nicht viel bekannt, außer, dass er auf Basis der Reformen seines Vaters mit dem Gesetz der Jeonsigwa (전시과) im Jahr 976 die Landverteilung neu regelte. Es gab den Bauern mehr Land, das sie bewirtschaften und davon dem Königreich Steuern zahlen konnten. Das Gesetz, das zwei Kategorien von Land bildete, Gongjeon (공전), von dem Steuern direkt an die Staatskasse flossen und Sajeon (사전), von dem die profitierten, die sich um den Staat verdient gemacht hatten, basierte auf der Grundannahme, dass das gesamte Land dem Königreich gehörte und das Königreich das Land an Privilegierte des Reiches sowie an Bauern gleichermaßen verteilen konnte. Nach dem Tod der betreffenden Person ging das Land wieder zurück an das Königreich. König Gyeongjong stellte mit dem Gesetz das Königreich gleichzeitig auf eine stabilere finanzielle Basis.
Unter anderem wurde König Gyeongjong nachgesagt, dass er gerne Baduk (바둑) (Go) spielte, sich der Musik und Frauen hingab und die Staatsgeschäfte vernachlässigte.
Gyeongjong starb am 981, seine Grabstätte ist nicht bekannt.